# گسل میناب
گسل میناب مرز جداکننده دو واحد زمین‌ساختی – رسوبی زاگرس و مکران در شرق تنگه هرمز است که در گذشته گسل زندان نیز نامیده می‌شد. این گسل بخشی از خط اورال – عمان – ماداگاسکار است که به صورت یک گسل امتدادلغز راست‌گرد، مرز میان صفحه قاره‌ای زاگرس و پوسته اقیانوسی عمان را تشکیل می‌دهد که اثر آن را می‌توان در طول ۳۰۰ کیلومتر دنبال کرد.
داده‌های زمین‌شناسی، تفسیر عکس‌های هوایی و داده‌های لرزه‌شناسی نشان می‌دهد که پهنه گسلی میناب از نوع امتدادلغز است و بلوک شرقی آن به سمت جنوب حرکت کرده‌است. وجود گنبدهای نمکی در زاگرس و خلیج فارس و نبود آن‌ها در ناحیه مکران، سبب شده تا برخی از زمین‌شناسان، سن این گسل را ۵۰۰ میلیون سال بدانند. در حال حاضر حرکت در طول این گسل از نوع رورانده است و از اوایل کواترنری حرکت امتدادلغز نداشته‌است.